# Титан (футбольный клуб, Клин)
«Титан» — российский футбольный клуб из Клина. Выступает на стадионе «Строитель».

## История
«Титан» основан в 1991 году. В 1991—1998 и 2000—2002 годах представлял Реутов, в 1999 — Железнодорожный, в 2003—2005 — Москву.
Лучшие результаты — 6-е место в зоне 3 второй лиги в 1992 году и 6-е место в зоне «Центр» во втором дивизионе в 2003 году. Самое крупное поражение — 0:7, в 1999 году в матче «Динамо» Брянск — «Титан» Железнодорожный.
В 2006 году название «Титан» получил бывший ФК «Клин».

### Инцидент с автоголом
25 августа 2018 года на 90-й минуте матча 20-го тура первенства III дивизиона в зоне «Московская область» против «Металлиста» из Королёва (1:7) игрок «Титана» Аршен Цаголов специально забил гол в собственные ворота (а ранее «заработал» пенальти в свои ворота). Такое поведение связывалось[кем?] со ставками в букмекерской конторе. В результате футболист получил красную карточку, перед этим толкнув  игроков и главного тренера. По итогам матча руководство клуба отчислило из команды Цаголова и ещё троих футболистов клуба.

### Расформирование
Клуб не был заявлен на сезон-2019 в III дивизионе и прекратил существование.

## Результаты выступлений ФК «Титан»

Логотип клуба в 2006

| Сезон   | Город           | Лига/Дивизион                               | Зона/ группа | Место    | Кубок  | Примечания                                                                           | Примечания |
| ------- | --------------- | ------------------------------------------- | ------------ | -------- | ------ | ------------------------------------------------------------------------------------ | --- |
| 1991    | Реутов          | КФК РСФСР                                   | 6(Ц)/2       | из 17    | —      |                                                                                      | |
| 1991    | Реутов          | КФК РСФСР                                   | финал.       | из 12    | —      |                                                                                      | |
| 1992    | Реутов          | Вторая лига                                 | 3            | 6 из 21  | 1/64   |                                                                                      | |
| 1993    | Реутов          | Вторая лига                                 | 4            | 19 из 22 | 1/128  | Выбывание в Третью лигу                                                              | Выбывание в Третью лигу                                                                                          |
| 1994    | Реутов          | Третья лига                                 | 3            | 19 из 24 | 1/256  |                                                                                      | |
| 1995    | Реутов          | Третья лига                                 | 3            | 7 из 23  | 1/32   |                                                                                      | |
| 1996    | Реутов          | Третья лига                                 | 3            | 13 из 20 | 1/128  |                                                                                      | В 1996—2000 годах в Первенстве КФК играла команда «Волга-Приалит»/«Приалит» Реутов.                              |
| 1997    | Реутов          | Третья лига                                 | 3            | 7 из 21  | 1/128  | Переход во Второй дивизион                                                           | В 1996—2000 годах в Первенстве КФК играла команда «Волга-Приалит»/«Приалит» Реутов.                              |
| 1998    | Реутов          | Второй дивизион                             | Центр        | 15 из 21 | 1/128  |                                                                                      | В 1996—2000 годах в Первенстве КФК играла команда «Волга-Приалит»/«Приалит» Реутов.                              |
| 1999    | Железнодорожный | Второй дивизион                             | Центр        | 17 из 19 | 1/256  |                                                                                      | В 1996—2000 годах в Первенстве КФК играла команда «Волга-Приалит»/«Приалит» Реутов.                              |
| 2000    | Реутов          | Второй дивизион                             | Центр        | 18 из 20 | 1/256  |                                                                                      | В 1996—2000 годах в Первенстве КФК играла команда «Волга-Приалит»/«Приалит» Реутов.                              |
| 2001    | Реутов          | Второй дивизион                             | Центр        | 13 из 20 | 1/64   | В Первенстве КФК выступает команда «Титан-2» Железнодорожный.                        | В Первенстве КФК также выступает ФК «Реутов».                                                                    |
| 2002    | Реутов          | Второй дивизион                             | Центр        | 13 из 20 | 1/128  | В Первенстве КФК выступает команда «Титан-2» Железнодорожный.                        | В Первенстве КФК также выступает ФК «Реутов».                                                                    |
| 2003    | Москва          | Второй дивизион                             | Центр        | 6 из 19  | 1/512  | Переезд в Москву. В Первенстве КФК-2003 выступает команда «Титан-2» Железнодорожный. | Город Реутов во втором дивизионе (зоне «Запад») стал представлять ФК «Реутов».                                   |
| 2004    | Москва          | Второй дивизион                             | Центр        | 15 из 17 | 1/256  |                                                                                      | Город Реутов во втором дивизионе (зоне «Запад») стал представлять ФК «Реутов».                                   |
| 2005    | Москва          | Второй дивизион                             | Центр        | 18 из 18 | 1/256  | Снялся после первого круга. Потеря профессионального статуса.                        | Город Реутов во втором дивизионе (зоне «Запад») стал представлять ФК «Реутов».                                   |
| 2006    | Клин            | ЛФЛ/III дивизион, зона «Московская область» | Б            | из 16    | 1/2*   | Название «Титан» берёт ФК «Клин». По окончании сезона — переход в группу А.          | Город Реутов во втором дивизионе (зоне «Запад») стал представлять ФК «Реутов».                                   |
| 2007    | Клин            | ЛФЛ/III дивизион, зона «Московская область» | А            | 9 из 16  | 1/2*   |                                                                                      | Город Реутов во втором дивизионе (зоне «Запад») стал представлять ФК «Реутов».                                   |
| 2008    | Клин            | ЛФЛ/III дивизион, зона «Московская область» | снялся       | снялся   | снялся | снялся                                                                               | Город Реутов во втором дивизионе (зоне «Запад») стал представлять ФК «Реутов».                                   |
| 2009    | Клин            | ЛФЛ/III дивизион, зона «Московская область» | Б            | 3 из 15  | 1/16*  |                                                                                      | На этом же уровне (ЛФЛ/III дивизион) играет ФК «Приалит Реутов», образованный после расформирования ФК «Реутов». |
| 2010    | Клин            | ЛФЛ/III дивизион, зона «Московская область» | Б            | 4 из 18  | 1/4*   |                                                                                      | На этом же уровне (ЛФЛ/III дивизион) играет ФК «Приалит Реутов», образованный после расформирования ФК «Реутов». |
| 2011/12 | Клин            | ЛФЛ/III дивизион, зона «Московская область» | Б            | из 15    | 1/16*  | Переход в группу «А»                                                                 | На этом же уровне (ЛФЛ/III дивизион) играет ФК «Приалит Реутов», образованный после расформирования ФК «Реутов». |
| 2012/13 | Клин            | ЛФЛ/III дивизион, зона «Московская область» | А            | 10 из 18 | 1/4*   |                                                                                      | На этом же уровне (ЛФЛ/III дивизион) играет ФК «Приалит Реутов», образованный после расформирования ФК «Реутов». |
| 2013    | Клин            | ЛФЛ/III дивизион, зона «Московская область» | А            | из 16    | 1/16*  |                                                                                      | На этом же уровне (ЛФЛ/III дивизион) играет ФК «Приалит Реутов», образованный после расформирования ФК «Реутов». |
| 2014    | Клин            | ЛФЛ/III дивизион, зона «Московская область» | А            | из 15    | 1/4*   |                                                                                      | На этом же уровне (ЛФЛ/III дивизион) играет ФК «Приалит Реутов», образованный после расформирования ФК «Реутов». |
| 2014    | Клин            | ЛФЛ/III дивизион, зона «Московская область» | финал.       | из 5     | —      |                                                                                      | На этом же уровне (ЛФЛ/III дивизион) играет ФК «Приалит Реутов», образованный после расформирования ФК «Реутов». |
| 2015    | Клин            | ЛФЛ/III дивизион, зона «Московская область» | А            | 3 из 14  | 1/4*   |                                                                                      | На этом же уровне (ЛФЛ/III дивизион) играет ФК «Приалит Реутов», образованный после расформирования ФК «Реутов». |
| 2016    | Клин            | ЛФЛ/III дивизион, зона «Московская область» | А            | 5 из 16  | 1/4*   |                                                                                      | На этом же уровне (ЛФЛ/III дивизион) играет ФК «Приалит Реутов», образованный после расформирования ФК «Реутов». |
| 2017    | Клин            | ЛФЛ/III дивизион, зона «Московская область» | А            | из 16    | 1/4*   |                                                                                      | На этом же уровне (ЛФЛ/III дивизион) играет ФК «Приалит Реутов», образованный после расформирования ФК «Реутов». |
| 2018    | Клин            | ЛФЛ/III дивизион, зона «Московская область» | А            | 9 из 15  | 1/4*   |                                                                                      | На этом же уровне (ЛФЛ/III дивизион) играет ФК «Приалит Реутов», образованный после расформирования ФК «Реутов». |

Примечание.
* Кубок среди ЛФК (Московская область)

### ФК «Клин»
| Сезон | Лига/Дивизион | Зона/ группа | Место    | Кубок | Примечания              |
| ----- | ------------- | ------------ | -------- | ----- | ----------------------- |
| 1994  | КФК           | Центр/Б      | 9 из 12  |       |                         |
| 1995  | КФК           | Центр/Б      | 8 из 11  |       |                         |
| 1996  | КФК           | Центр        | из 12    |       |                         |
| 1997  | КФК           | Подмосковье  | 9 из 12  |       |                         |
| 1998  | КФК           | Моск. обл.   | 14 из 14 |       | Переход на уровень ниже |
| 1999  | КФК           | Моск. обл./Б | 3 из 13  |       | Переход на уровень выше |
| 2000  | КФК           | Моск. обл.   | из 16    |       |                         |
| 2001  | КФК           | Моск. обл.   | 11 из 16 |       |                         |
| 2002  | КФК           | Моск. обл.   | 4 из 16  |       |                         |
| 2003  | КФК           | Моск. обл./А | из 16    | 1/2   |                         |
| 2004  | КФК           | Моск. обл./А | 16 из 16 |       |                         |

## Главные тренеры
- Вдовин, Валерий Сергеевич (1992)
- Яковлев, Юрий Анатольевич (1993)
- Беленков, Алексей Ильич (1994—1995)
- Вдовин, Валерий Сергеевич (1996)
- Беленков, Алексей Ильич (1997—1998)
- Хазин, Дмитрий Евгеньевич (1999)
- Сабитов, Равиль Руфаилович (2000 — июнь 2001)
- Газзаев, Юрий Фарзунович (10 июля 2001 — сентябрь 2002)
- Попков, Сергей Николаевич (2002, с сентября)
- Костылев, Геннадий Иванович (2003)
- Маслов, Валерий Павлович (2004)
- Афанасьев, Андрей Игоревич (15 апреля — 27 июня 2005)
- Шестаков, Сергей Николаевич (30 июня — 1 августа 2005)
- Шаталин, Вадим Александрович (2014 — 2018)